# 贝尔高姆恰恩托恩梅恩特
贝尔高姆恰恩托恩梅恩特（Belgaum Cantonment），是印度卡纳塔克邦Belgaum县的一个城镇。总人口23678（2001年）。

## 人口
该地2001年总人口23678人，其中男性14018人，女性9660人；0—6岁人口2417人，其中男1289人，女1128人；识字率78.77%，其中男性为84.22%，女性为70.85%。